# Frank Marion
Frank J. Marion, oppure Frank Marion, (Tidioute, 25 luglio 1869 – Stamford, 28 marzo 1963), è stato un produttore cinematografico e sceneggiatore statunitense.

## Biografia
Fu uno dei fondatori della Kalem Company, una casa di produzione che nacque nel 1907.
Insieme a Samuel Long, un direttore di produzione che lavorava insieme a lui agli studi della Biograph, Frank J. Marion lascia il lavoro di direttore commerciale alla Biograph per mettere in piedi la nuova società che viene finanziata dall'uomo di affari George Kleine. Prendendo le iniziali dei loro cognomi, i tre fanno nascere la Kalem.
La nuova compagnia ha subito un grande successo. Poco dopo, Marion e Long rilevano le  quote di Kleine, che si ritira dall'impresa recuperando l'investimento e con un buon guadagno aggiuntivo.
Marion si dimostra un ottimo amministratore, dotato di coscienza sociale, visto che aumenta il salario quotidiano dei collaboratori a 5 dollari al giorno, costringendo tutto il resto dell'industria cinematografica a seguire il suo esempio.
Dopo dieci anni di attività, la Kalem venne venduta alla Vitagraph di cui Frank Marion diventò uno dei manager.

## Vita privata
Sposato con Florence, i due ebbero 3 bambini. Il matrimonio durò fino alla morte della moglie. Marion morì nel 1963 a Stamford, nel Connecticut, all'età di 94 anni.

## Filmografia

### Sceneggiatore
- Troubles of a Manager of a Burlesque Show - cortometraggio (1904)
- The Suburbanite - cortometraggio (1904)
- The Chicken Thief - cortometraggio (1904)
- Tom, Tom, the Piper's Son - cortometraggio (1905)
- The Nihilists, regia di Wallace McCutcheon - cortometraggio (1905)
- Wanted: A Dog - cortometraggio (1905)
- The Wedding - cortometraggio (1905)

### Produttore
- Troubles of a Manager of a Burlesque Show - cortometraggio (1904)
- Airy Fairy Lillian Tries on Her New Corsets - cortometraggio  (1905)
- Från krubban till korse - cortometraggio (1912)

### Attore
- Il medico di campagna (The Country Doctor), regia di Rupert Julian (1927)